# 낭만여행
《낭만여행》은 2023년에 개봉한 대한민국의 영화이다.

## 캐스팅
- 조운 : 조운 역
- 정종우 : 종우 역
- 박동기 : 동기 역
- 송보은 : 미오 역
- 김세환 : 펜션주인 역
- 이경욱 : 경욱 역
- 설유진 : 유진 역
- 전이서 : 이서 역
- 김혜나 : 혜나 역 (우정출연)